# Ophiothrix picteti
Ophiothrix picteti är en ormstjärneart som beskrevs av de Loriol 1893. Ophiothrix picteti ingår i släktet Ophiothrix och familjen Ophiothrichidae. Inga underarter finns listade i Catalogue of Life.